# SN 2005lt
SN 2005lt – supernowa typu Ia odkryta 10 grudnia 2005 roku w galaktyce M+03-30-51. W momencie odkrycia miała maksymalną jasność 15,70m.